# Sympetrum internum
Sympetrum internum – gatunek ważki z rodziny ważkowatych. 
Występuje na północy i w centrum Stanów Zjednoczonych oraz w większej części terytorium Kanady (z pominięciem Jukonu i części Terytoriów Północno-Zachodnich. Jego zasięg dochodzi do Wielkiego Jeziora Niewolniczego. Siedliskiem tego gatunku są bagniste stawy i strumienie o wolnym nurcie. Ważka wczesnym rankiem wygrzewa się pośród skał, absorbując ciepło. Odnosi się do tego nazwa rodzajowa Sympetrum. Owada spotyka się od początku lipca do października. Doniesienia z drugiej połowy czerwca są rzadkie (Iowa). Gatunek występuje licznie, nie grozi mu wyginięcie.
Cechuje się brzuchem koloru brązowego, u dorosłych obu płci przechodzącym w czerwień. Przednia część głowy jest ciemnoczerwona, do czego odwołuje się angielska nazwa owada – "Cherry-faced Meadowhawk". Boki brzusznej strony ciała zdobią czarne trójkąty. Występuje dymorfizm płciowy. U samic u podstawy skrzydeł może występować zabarwienie bursztynowe. Ich tułów jest bardziej brązowawy i oliwkowy. Naczynia skrzydeł samców są pomarańczowe. Skrzydeł zazwyczaj nie zdobią jednak wzory, choć przy podstawach może pojawiać się barwa żółta. Owady te osiągają wielkość od 21 do 36 mm. Rozpiętość skrzydeł wynosi 2 cale, czyli około 5 cm.
Imago poluje na owady o miękkim ciele. Zaliczają się tutaj komarowate i inne muchówki, jętki, niewielkie ćmy, latające mrówkowate i termity.

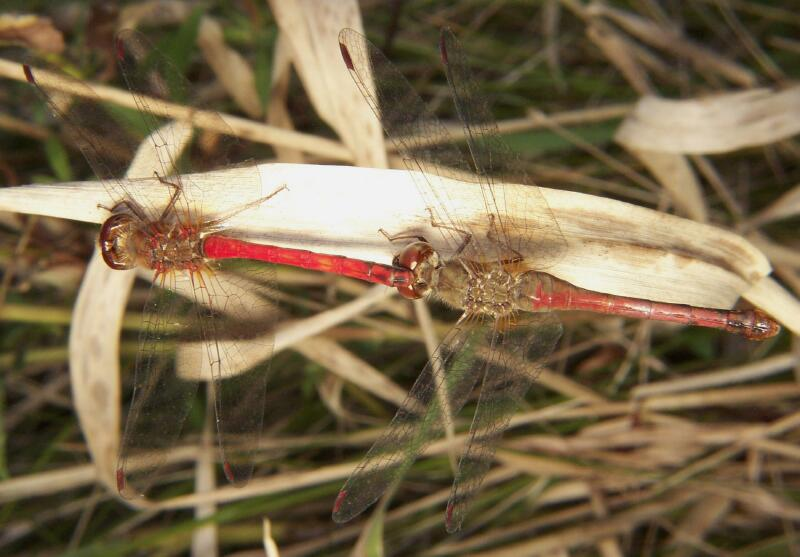
Para ważek

Po znalezieniu partnera oba osobniki latają razem złączone ze sobą. następnie samica składa jaja, zanurzając się częściowo w wodzie.
Nakrapiana na zielono i brązowo nimfa mierzy 14−15,5 mm. Ma na brzuchu wysmukłe zakrzywione haczyki, w dwu ostatnich segmentach brzusznych występują zaś skierowane w tył parzyste kolce. 
Prowadzi wodny i drapieżny tryb życia na dnie zbiornika wodnego (stawy, jeziora, strumienie). Jej ofiarą padają głównie owady wodne, zwłaszcza larwy − komarowatych, jętek i innych insektów, a także słodkowodne krewetki. Nie urządza długich pościgów za zdobyczą, ale zasadza się na nią. Dzięki temu sama unika drapieżników. Przeobrażenie w dorosłego odbywa się nocą.